# InFocus
InFocus Corporation là một công ty tư nhân của Mỹ có trụ sở tại bang Oregon. Được thành lập vào năm 1986, công ty phát triển, sản xuất và phân phối máy chiếu DLP và LCD và các phụ kiện cũng như màn hình cảm ứng khổ lớn, phần mềm, TV LED, máy tính bảng và điện thoại thông minh. InFocus cũng cung cấp dịch vụ gọi video. Trước đây là một công ty đại chúng niêm yết NASDAQ, InFocus được Image Holdings Corp., thuộc sở hữu của John Hui, mua vào năm 2009 và hiện là công ty con thuộc sở hữu hoàn toàn có trụ sở tại Tigard, Oregon.